# The Open Door
The Open Door er det andet studiealbum fra det amerikanske rock band Evanescence. det blev udgivet den 25. september 2006 i Polen, 27. september i Japan, 29. september i Irland, 30. september i Australien og Italien samt den 2. oktober i resten af Europa.

## Spor
1. Sweet Sacrifice
2. Call Me When You're Sober
3. Weight Of The World
4. Lithium
5. Cloud Nine
6. Snow White Queen
7. Lacrymosa
8. Like You
9. Lose Control
10. The Only One
11. Your Star
12. All That I'm Living For
13. Good Enough

Samt et iTunes eksklusiv, hvis man forudbestilte albummet:
1. The Last Song I'm Wasting On You